# روبرتو گالیاردینی
روبرتو گالیاردینی (ایتالیایی: Roberto Gagliardini؛ زادهٔ ۷ آوریل ۱۹۹۴) بازیکن فوتبال اهل ایتالیا است که برای باشگاه فوتبال مونتزا به عنوان هافبک بازی می کند.

## افتخارات

### باشگاهی
اینتر میلان
- سری آ(۱): ۲۱–۲۰۲۰
- جام حذفی فوتبال ایتالیا(۲): ۲۲–۲۰۲۱، ۲۳–۲۰۲۲
- سوپر جام فوتبال ایتالیا(۲): ۲۰۲۱، ۲۰۲۲
- لیگ قهرمانان اروپا: ۲۳–۲۰۲۲ (نایب‌قهرمان)
- لیگ اروپا: ۲۰–۲۰۱۹ (نایب قهرمان)

## آمار ملی

### بازی‌های ملی
تا تاریخ ۱۱ نوامبر ۲۰۲۰
| ایتالیا | ایتالیا | ایتالیا |
| سال     | بازی    | گل      |
| ------- | ------- | ------- |
| ۲۰۱۷    | ۳       | ۰       |
| ۲۰۱۸    | ۳       | ۰       |
| ۲۰۲۰    | ۱       | ۰       |
| مجموع   | ۷       | ۰       |

## عملکرد ملی
وی همچنین در تیم‌های ملی فوتبال زیر ۲۰ سال ایتالیا و زیر ۲۱ سال ایتالیا بازی کرده‌است.